# Oude Doelen (Amsterdam)
De Oude Doelen dateert uit ca. 1417 en was bestemd als oefenterrein voor de schutterij.
Het terrein lag tussen de Oudezijds Voorburgwal en Oudezijds Achterburgwal, de Stoofsteeg en de Prinsenhofssteeg. Om nog onduidelijke redenen verloor het zijn functie honderd jaar later. (In 1522 zijn de Kloveniersdoelen opgericht.)
Er zijn geen afbeeldingen van het gebouw en terrein bekend en het komt ook niet op de houtsnede van Cornelis Anthonisz. uit 1544 voor. De Oude Doelenstraat zou al in 1480 over het doelenterrein zijn aangelegd. Het gebouw zou al in 1516 zijn verkocht en zou in 1542 zijn afgebroken. Vervolgens is het zogenaamde "Doelenhofje" op de zuidzijde van het terrein aangelegd, dat tot 1920 heeft bestaan. Het "Leeuwenpoortje" in de Prinsenhofsteeg gaf destijds toegang tot een steeg, een klein aantal huisjes en een achterhuis met een toren, afgebeeld door Gerrit Lamberts in 1816.